# Anablepsoides immaculatus
Anablepsoides immaculatus es un pez de agua dulce la familia de los rivulines en el orden de los ciprinodontiformes.

## Morfología
De cuerpo alargado y sin manchas de color a diferencia de otras especies del género, de donde deriva su nombre -en latín "sin manchas"-, los machos pueden alcanzar los 9,5 cm de longitud máxima.

## Distribución geográfica
Se encuentran en ríos de Sudamérica, en la cuenca del río Amazonas en Venezuela.

## Hábitat
Viven en pequeños cursos de agua entre 20 y 24°C con pH entre 6 y 7.5, de comportamiento bentopelágico y no migrador.
Es difícil de mantener cautivo en acuario.